# نسر هندي
قِشْعَام هندي أو هَوْزَب أو النسر الهندي نسر من نسور العالم القديم من جنس القشعام، يعيش بشكل أساسي على منحدرات الهضاب في أواسط الهند وشبه الجزيرة الهندية، ويضع عشه على جرف أو منحدر في الغالب، ويضعه أيضاً على الأشجار، كما في ولاية راجاستان الهندية. وكغيره من النسور، فإنه يقتات بشكل أساسي على جيف الحيوانات النافقة، التي يعثر عليها من خلال التحليق فوق مناطق السافانا وحول مواطن البشر. وتتحرك النسور الهندية غالبا على شكل مجموعات. والنسر الهندي قريب جيني للنسر الأسمر.

## الشكل والهيئة

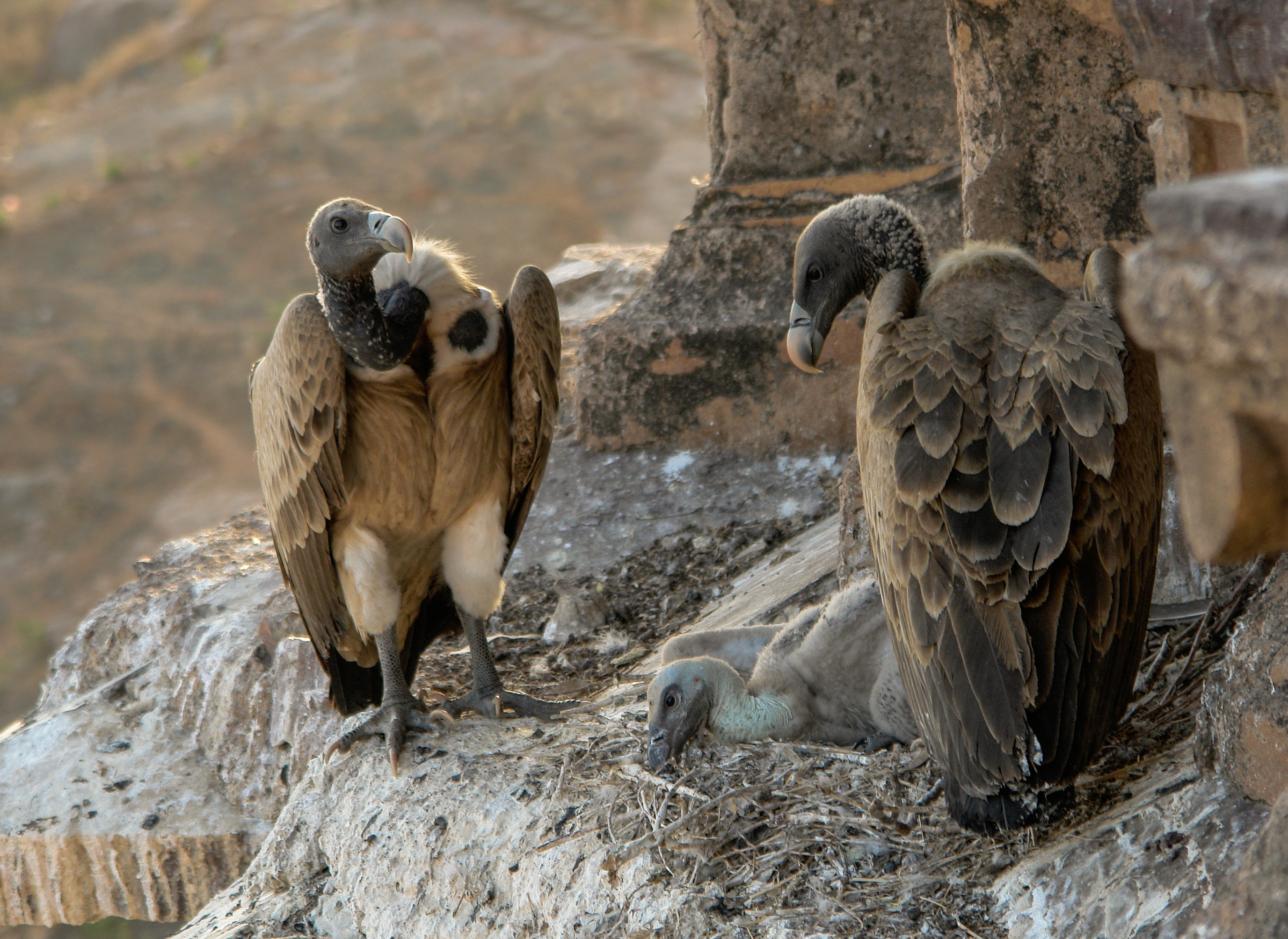
نسور هندية في عش

للنسر الهندي رأس أصلع غير مغطى بالريش، وجناحان عريضان جدا، وذيل مكوَّن من ريش قصير.
والنسر الهندي أصغر حجما وأقل وزنا من النسر الأسمر، إذ يتراوح متوسط وزنه ما بين 5,5 و6,5 كيلوغرام، وطوله ما بين 80 إلى 103 سنتمترات، أما المسافة بين جناحيه فتتراوح ما بين 1,96 و2,38 متر. ويصل النسر الهندي سن البلوغ عندما يصبح في الخامسة من عمره.

## تناقص الأعداد
تناقصت أعداد النسور الهندية والنسور الهندية بيضاء الظهر بنسبة 97% إلى 99% في باكستان والهند في ما بين عامي 2000 و2007. ويُعتقد أن السبب في هذا هو التسمم بدواء ديكلوفيناك، الذي يعطى للحيوانات العاملة لتخفيف آلام المفاصل عندها، ولكن عندما تموت هذه الحيوانات وتأكل النسور جيفها، فإنها تؤثر بها سلبياً، إذ يسبب هذا الدواء فشلاً كلوياً لكثير من أنواع النسور، ومنذ مارس 2005، منعت الحكومة الهندية استخدام هذا الدواء. يمكن استبدال هذا الدواء بدواء ميلوكسيكام الذي لا يؤذي النسور.

## المرجع
- نسر هندي